# Autostrada A21 (Belgia)
Autostrada belgiană A21 (clasificată ca E34) este una dintre cele mai nordice autostrăzi din Belgia. Ea leagă Anvers de Turnhout, trecând apoi granița cu Țările de Jos pentru a ajunge la Eindhoven.

## Istoric

### Dări în folosință
- 1972 : Secțiunea Zoersel – Turnhout-Vest
- 1973 : Secțiunea nodul rutier Ranst – Zoersel
- 1973 : Secțiunea Turnhout-Vest – granița cu Țările de Jos

## Traseu
| Descrierea traseului  | |              |
| A21 E34               | |              |
| Ranst                 | Nod rutier între A13 și A21: Anvers (nod rutier parțial).                                                                     | A13 E34 E403 |
|                       | Pod peste Canalul Albert. |              |
| 19 - Oelegem          | Orașe deservite: Schilde, Ranst, Zandhoven.                                                                                   |              |
|                       | Pod peste Tappelbeek. |              |
| 20 - Zoersel          | Orașe deservite: Lier, Zandhoven, Malle, Zoersel.                                                                             | N14          |
|                       | Pod peste Molenbeek. |              |
|                       | Zonă de parcare: Vorselaar (în ambele sensuri).                                                                               |              |
| 21 - Lille            | Orașe deservite: Herentals, Lille, Malle, Parcul de distracții Bobbejaanland.                                                 | N153         |
| 22 - Beerse           | Orașe deservite: Gierle, Beerse, Vosselaar.                                                                                   | N132         |
|                       | Zonă de servicii: Gierle (în ambele sensuri).                                                                                 |              |
| 23 - Turnhout-West    | Orașe deservite: Turnhout, Vosselaar, Gierle, Zona industrială Turnhout.                                                      | N140         |
| 24 - Turnhout-Centrum | Orașe deservite: Turnhout, Geel, Kasterlee, Parcul de distracții Bobbejaanland.                                               | N19          |
|                       | Zonă de parcare: Oud-Turnhout (în ambele sensuri).                                                                            |              |
| 25 - Oud-Turnhout     | Orașe deservite: Oud-Turnhout, Mol, Retie, Zona industrială Arendonk, Zona industrială Poederstraat, Zona industrială Brug 5. | N18          |
| 26 - Retie            | Orașe deservite: Arendonk, Retie, Mol, Parcul de distracții Bobbejaanland.                                                    | N118         |
|                       | Pod peste Canalul Schoten-Dessel.                                                                                             |              |
|                       | Zonă de parcare: Douanekantoor (în ambele sensuri).                                                                           |              |
| A21 E34               | |              |
|                       | Frontiera dintre Belgia și Țările de Jos.                                                                                     |              |
| A67 E34               | |              |